# ألوية فجر الحرية
ألوية فجر الحرية هو فصيل مسلح ثوري تابع للجيش السوري الحر (المعارضة السورية) شارك في الحرب الثورة السورية. قام بتأسيسه موسى نايف من اعزاز (ابو راشد ) . قامت الألوية بالتنسيق مع غرفة العمليات المشتركة في بركان الفرات وعاد في نهاية المطاف كل فصيل من التجمع الى فصيله مثل جيش الثوار وانصار فجر الحرية وشمس الشمال واحفاد المرسلين

## التاريخ
أسس موسى نايف المعروف أيضا باسمه المستعار «أبو راشد » ألوية فجر الحرية. ووضع ابو الليث نزار الخطيب قائدا عسكريا بعدما كان قائدا في جبهة غرباء الشام لكنه انسحب من الجبهة بعد هزيمتها  على يد تنظيمات أخرى لعل أبرزها تنظيم الدولة الإسلامية (داعش) بين منتصف وأواخر عام 2013. خلال هذا الوقت، شكل نزار الخطيب لواء أحفاد المرسلين الذي أعلن عن انشقاقه عن غرباء الشام. في كانون الثاني/يناير 2014 وفي وسط النزاع بين المعارضة خلال الحرب الأهلية السورية في حلب تحالف اللواء مع جبهة الأكراد. ثم في آذار/مارس من عام 2014، غُير اسم الجماعة من لواء فجر الحرية إلى الوية فجر الحرية .
في 8 تشرين الثاني/نوفمبر 2014، قُتل القائد الميداني لكتائب فجر الحرية على يد جبهة النصرة. وفي 18 تشرين الثاني/نوفمبر من نفس العام تم تعويض نزار الخطيب («أبو ليث») بالحسن بنوي (الملقب بأبو جمعة) كزعيم للكتائب وذلك بسبب مشاكل صحية عانى منها القائد الأسبق نزار. في 5 كانون الأول/ديسمبر 2014، انشقَّ ما عُرف بأنصار فجر الحرية والتي يقع مقرها في إدلب عن كتائب فجر الحرية. ثم في 24 كانون الأول/ديسمبر داهمت جبهة النصرة والجبهة الإسلامية وجيش المجاهدين كتائب فجر الحرية في مقرها الجديد مارع، ثم اختطفت جبهة النصرة أحد قياد المجموعة والذي يُدعى وائل الخطيب (يُعرف كذلك باسم «أبو فؤاد») وعدد آخر من القادة خلال الغارة.
في 3 أيار/مايو 2015، أعلن بعض الأعضاء السابقين من حركة حزم، جبهة ثوار سوريا جنبا إلى جنب مع جبهة الأكراد ثم كتائب فجر الحرية العنصر الرئيسي في كتائب شمس الشمال وبعض المجموعات الصغيرة الأخرى عن تشكيل ما يُعرف اليوم بجيش الثوار. على الرغم من أن معظم المقاتلين والثوريين في كتائب فجر الحرية قد انضموا إلى جيش الثوار كما عاد 5 فصائل منهم مخالب الصقر وجبهة الاكراد الى وضعهم الطبيعي إلا أن المؤسس نزار الخطيب رفض ذلك وسبق له مرارا وتكرارا وأن انتقد هذا التحالف.